# Virbia varians
Virbia varians là một loài bướm đêm thuộc phân họ Arctiinae, họ Erebidae.